# 알렉산다르 프리요비치
알렉산다르 프리요비치(세르비아어: Александар Пpиjoвић, Aleksandar Prijović, 1990년 4월 21일 ~ )는 세르비아의 전 축구 선수이다.